# Nguyễn Văn Son
Nguyễn Văn Son (sinh 1946) là đại biểu Quốc hội Việt Nam khóa X. Ông thuộc đoàn đại biểu Khánh Hoà.
Tên thường gọi: Nguyễn Văn Son
Ngày sinh: 9/11/1946
Giới tính: Nam
Dân tộc: Kinh
Tôn giáo: Không
Quê quán: Xã Trung Hưng, huyện Mỹ Văn, Hưng Yên
Trình độ chính trị: Cao cấp
Trình độ chuyên môn: Cử nhân Văn học
Nghề nghiệp, chức vụ: Ủy viên Ban chấp hành TW Đảng; Trưởng Ban Đối ngoại Trung ương Đảng, Bí thư Đảng bộ khối các cơ quan đối ngoại Trung ương, Uỷ viên Uỷ ban Đối ngoại của Quốc hội
Nơi làm việc: Ban Đối ngoại Trung ương Đảng
Nơi ứng cử: Khánh Hoà
Đại biểu Quốc hội khoá: X
Đại biểu chuyên trách: Không
Đại biểu Hội đồng Nhân dân: Không